# Methanocaldococcus jannaschii
A Methanocaldococcus jannaschii a Methanocaldococcaceae családba tartozó Archaea faj. Az archeák – ősbaktériumok – egysejtű, sejtmag nélküli prokarióta szervezetek. A Kelet-Csendes-Óceáni óceánközépi hátságon 21°N egy fehér füstülőnél fedezték fel.
Termofil, metanogén élőlény. Az első archaea faj aminek teljesen szekvenálták a genomját. A szekvenálással sok csak az archeákra jellemző géneket fedeztek fel. Továbbá sok metanogén szintézis utakra jellemző kofaktorokat találtak. De találtak néhány más archaea specifikus metabolikus utat is. Craig Venter szerint genomjának egyedi jellemzői erős bizonyíték az élet háromdoménes rendszererére.

## Leírása
Termofil, metanogén élőlény, anyagcseréje során metánt állít elő. Csak szén-dioxidot és hidrogént tud elsődleges energiaforrásként használni, ellentétben sok más Methanococcival (például Methanococcus maripalidus), ami formiátot is használhat elsődleges energiaforrásként. Genomja számos hidrogenázt tartalmaz, például 5,10-meteniltetrahidrometanopterin hidrogenáz, ferrodoxin hidrogenáz és Koenzim F420 hidrogenáz.
Proteomikai vizsgálatok szerint sok (19) inteint tartalmaz. Sok új anyagcsere utat fedeztek fel: például sok metanogén kofaktor, riboflavin, és új aminosav szintézis utakat. Sok információ feldolgozási útvonalat is vizsgáltak például egy archaea specifikus DNS-polimeráz családot.